# Лавон, Пинхас
Пинха́с Лаво́н (урожд. Лубяникер ивр. פנחס לבון‎, 12 июля 1904, Копычинцы, Австро-Венгрия — 24 января 1976, Гедера, Израиль) — один из лидеров еврейского рабочего движения и израильский государственный деятель, министр обороны Израиля (1954—1955).

## Биография
Окончил юридический факультет Львовского университета. Подростком примкнул к движению Ха-Шомер ха-цаир. С 1923 года возглавлял движение «Гордония», одним из основателей которого он был.
В 1929 году переехал в Эрец-Исраэль. В 1931 году группа членов «Гордонии» под его руководством восстановила разрушенный во время арабских беспорядков кибуц Хульда, где он и поселился.
Разработал идеологию возглавляемого им движения «Гордония», а также программу его просветительской и политической деятельности. Он сыграл ведущую роль в преобразовании «Хевер ха-квуцот» в чётко налаженное объединение, признанным представителем которого стал после его слияния в 1933 году с «Гордонией». Лавон стремился к объединению всего кибуцного движения. В 1938—1939 годах был секретарём партии «Мапай». В 1942 году был избран в исполнительный комитет Гистадрута, в 1949—1951 годах был его генеральным секретарём. При его помощи в Гистадрут был принят Союз учителей Израиля, а организации религиозных рабочих — в его профсоюзные рамки. Был также инициатором проектов жилищного строительства Гистадрута для рабочих.
В 1949—1961 годах — член кнессета, в 1950—1951 годах — министр сельского хозяйства в правительстве Бен-Гуриона, в 1952—1953 годах — министр без портфеля. В январе 1954 года в правительстве Моше Шарета был назначен на пост министра обороны.

### Дело Лавона
В июле 1954 года израильская военная разведка организовала в Египте диверсионную операцию «Сусанна», в ходе которой 13 агентов были схвачены. Двое из них покончили жизнь самоубийством, двое были повешены по приговору египетского суда, двое отпущены за недостатком улик, а остальные много лет просидели в тюрьме.
В результате этого провала в Израиле разразился громадный политический скандал, продолжавшийся многие годы и получивший название «Дело Лавона» или «Позорное дело» (Эсек биш). Начальник военной разведки Биньямин Гибли и министр обороны Лавон обвиняли друг друга в ответственности за провал операции. Гибли утверждал, что действовал по приказу Лавона, а Лавон отрицал, говоря, что приказа не было, и Гибли действовал за его спиной. В итоге Гибли был уволен 7 марта 1955 года и впоследствии назначен военным атташе в Лондоне, а Лавон был вынужден покинуть министерский пост в феврале 1955 года.
В 1956 году он вернулся на должность генерального секретаря Гистадрута. В сентябре 1960 года «дело Лавона» снова оказалось в центре внимания общественности страны, политик потребовал снятия с себя ответственности за провал израильской разведки в Египте. Комиссия, изучив соответствующие документы, приняла решение о непричастности Лавона. Бен-Гурион, однако, отказался признать решение комиссии и, в знак протеста, подал в январе 1961 года в отставку. В результате серьёзных разногласий ЦК «Мапай» принял решение сместить Лавона с поста генерального секретаря Гистадрута.
В 1964 году Бен-Гурион снова потребовал судебного рассмотрения «дела Лавона», считая это вопросом первостепенной важности, однако в январе 1965 года руководство Мапай отклонило это требование. В итоге в отставку, на этот раз окончательную, ушёл сам Давид Бен-Гурион.